# ジョイス・バランタイン・ブランド

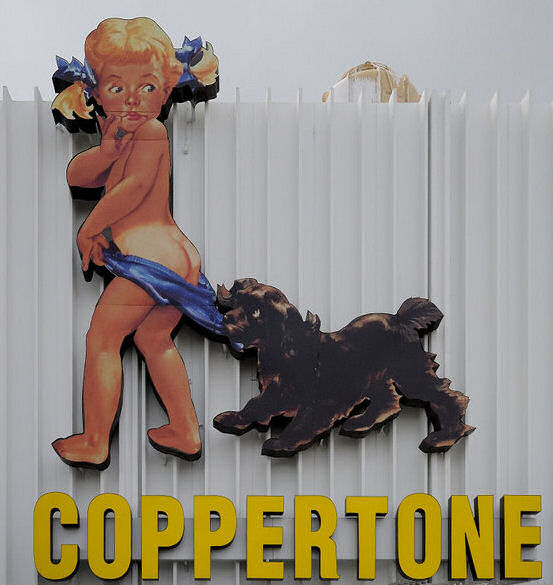
日焼け止めのイメージキャラクター「コパトーン・ガール」の看板

ジョイス・バランタイン・ブランド（Joyce Ballantyne Brand、1918年4月4日 - 2006年5月15日）は、アメリカ合衆国のイラストレーター。犬に水着を引き下げられる少女「コパトーン・ガール」のデザインで知られる他、Sports Afield誌のイラストレーターを20年にわたり務める。また、パンパースの紙おむつ、オバルチン、コカ・コーラ、ペプシ、ゼネラルモーターズの広告を手掛ける。

## 経歴
1918年4月4日、ネブラスカ州ノーフォークに生まれる。出生名Jocelyn Ballantyne。
第一次世界大戦後にネブラスカ州オマハで育つ。ネブラスカ大学で2年学ぶ。1941年、芸術家のEddie Augustiniと結婚、二人でシカゴに移る。この年、ネブラスカ州カーニーのデパートの壁画を手掛けている。シカゴ美術館（Art Institute of Chicago）およびAmerican Academy of Artで商業芸術（commercial art）を学ぶ。
シカゴ美術館で2年間学んだ後、彼女はKling Studiosに所属し、ランドマクナリーの地図やCameo Pressの書籍のイラストを描いた。後にStevens-Gross Studioに移り、そこには少なくとも10年所属した。そこではジル・エルブグレン（Gil Elvgren）、アル・ムーア（Al Moore）、アル・ビュエル（Al Buell）らを含む芸術家グループに参加した。
1945年、ジル・エルブグレンの勧めによりブラウン&ビジロウ（Brown & Bigelow）のためにピンナップの制作を開始する。そこではダイレクトメール用のピンナップを制作、ついにはArtist's Sketch padの12ページのカレンダーを任される栄誉にも浴した。彼女はしばしば自身をモデルとした。1951年、テレビ局役員のJack Brandと結婚。1954年、Shaw-Bartonのカレンダーを描く。それが1955年に発売されると、売れ行きは非常によく、会社は何度もそれを再販した。
1959年、コパトーン（Coppertone）から看板の仕事を受ける。当時3歳だった娘のチェリ・ブランド（Cheri Brand）をモデルに、おさげの女の子が小型犬に水着を引っ張られている図像を完成させるが、これはこれまでで最も有名な商業芸術の一つとなり、現在ではアメリカのアイコンである。彼女はこの作品で2500ドルを得たが、原画が火災により失われたためもう一度制作、さらに2000ドルを得た。同記事によると、娘を使ったのは安くて便利だったから。黒いコッカ―・スパニエルも近所の犬を使わせてもらった。
その後は肖像画およびファインアートの分野で活動する。コメディアンのジョナサン・ウィンタース、サッカー選手のロバート・スモーリー（Robert Smalley）、ジョン・L・ハインズ少将（John Leonard Hines）など、各界の著名人の肖像画を残した。
1974年、夫とともにフロリダ州オカラに移る。2006年5月15日、オカラの自宅で死去。享年88。

### その他
2006年現在、二人の娘Cheri Brand IrwinとCoby Reichstadtが存命。二人の孫と二人のひ孫がいる。夫のJack Brandは先に亡くなっている。